# Lalince
Lalince es un pueblo ubicado en el territorio de Vranje, en el distrito de Pčinja, Serbia.

## Superficie
Posee una superficie de 14,53 kilómetros cuadrados.

## Demografía
Hasta 2011 la población era de 98 habitantes, con una densidad de población de 6,743 habitantes por kilómetro cuadrado.